# スパイフォール
「スパイフォール」（原題 : "Spyfall"）は、イギリスのSFドラマ『ドクター・フー』の第12シリーズのシーズンオープナー二部作。2020年1月1日にパート1が、1月5日にパート2が BBC One で初放送された。エグゼクティブ・プロデューサーのクリス・チブナルが脚本を執筆し、パート1はジェイミー・マグナス・ストーン、パート2はリー・ヘブン・ジョーンズが監督した。
本作では13代目ドクター（演:ジョディ・ウィテカー）、グレアム・オブライエン（演:ブラッドリー・ウォルシュ）、ライアン・シンクレア（演:トシン・コール）、ヤズミン・カーン（演:マンディップ・ギル）が秘密情報部からエージェントとして異星人の調査を依頼される。本作は「散りゆくドクター」（2017年）で退場したマスターが再登場し、「時空の果てで」（2015年）が最後の登場となっていたガリフレイも再登場した。
視聴者数はパート1が689万人、パート2が607万人で、批評家からは一般に肯定的なレビューを受けた。パート1は2019年に死去したかつての脚本家テランス・ディックスに捧げられた。

## あらすじ

### パート1
ドクターとグレアム、ヤズ、ライアンは日常生活を送っていたところ、秘密情報部MI6に拘束・拉致される。道中でエージェントが射殺されドクターたち自身も危険に晒されるも辛うじて危機を脱し、MI6本部に到着すると、長官のC（演:スティーヴン・フライ）から諜報員を専門に攻撃する異星人の調査を依頼される。MI6から装備を預かって調査を開始しようとするドクターたちだったが、Cは何者かに射殺され、ドクターたちは続けざまに物体透過能力を持った人型生物による襲撃を受ける。
生物の襲撃を回避したドクターたちはMI6オーストラリア支部に所属するドクターの旧友O（演:サッシャ・ダーワン）に助力を求める。一方でライアンとヤズは検索エンジンVORの開発者ダニエル・バートン（演:レニー・ヘンリー）を取材し、潜入調査を開始する。バートンは生物に襲われた諜報員の調査対象であり、ヤズとライアンの調査で彼と生物が繋がっていること、そして彼のDNAの7%が非人間由来であることが判明する。
Oとドクターとグレアムは屋敷を生物に襲われるが辛うじて撃退に成功し、ヤズおよびライアンと合流する。Oを含めた彼らはバートンの誕生パーティに出席して探りを入れようとするが、直後にバートンは空港へ逃亡し、彼らも追って飛行機に乗り込む。しかし機内にはバートンの姿はなく代わりにコックピットには爆弾が設置されており、さらにOの正体がドクターの幼馴染にして宿敵マスターであることが明らかになる。マスターは爆弾を起爆し、墜落する飛行機の中でドクターに"お前の知る世界は全て偽りだ"と告げ、彼女を異空間へ転送する。

### パート2

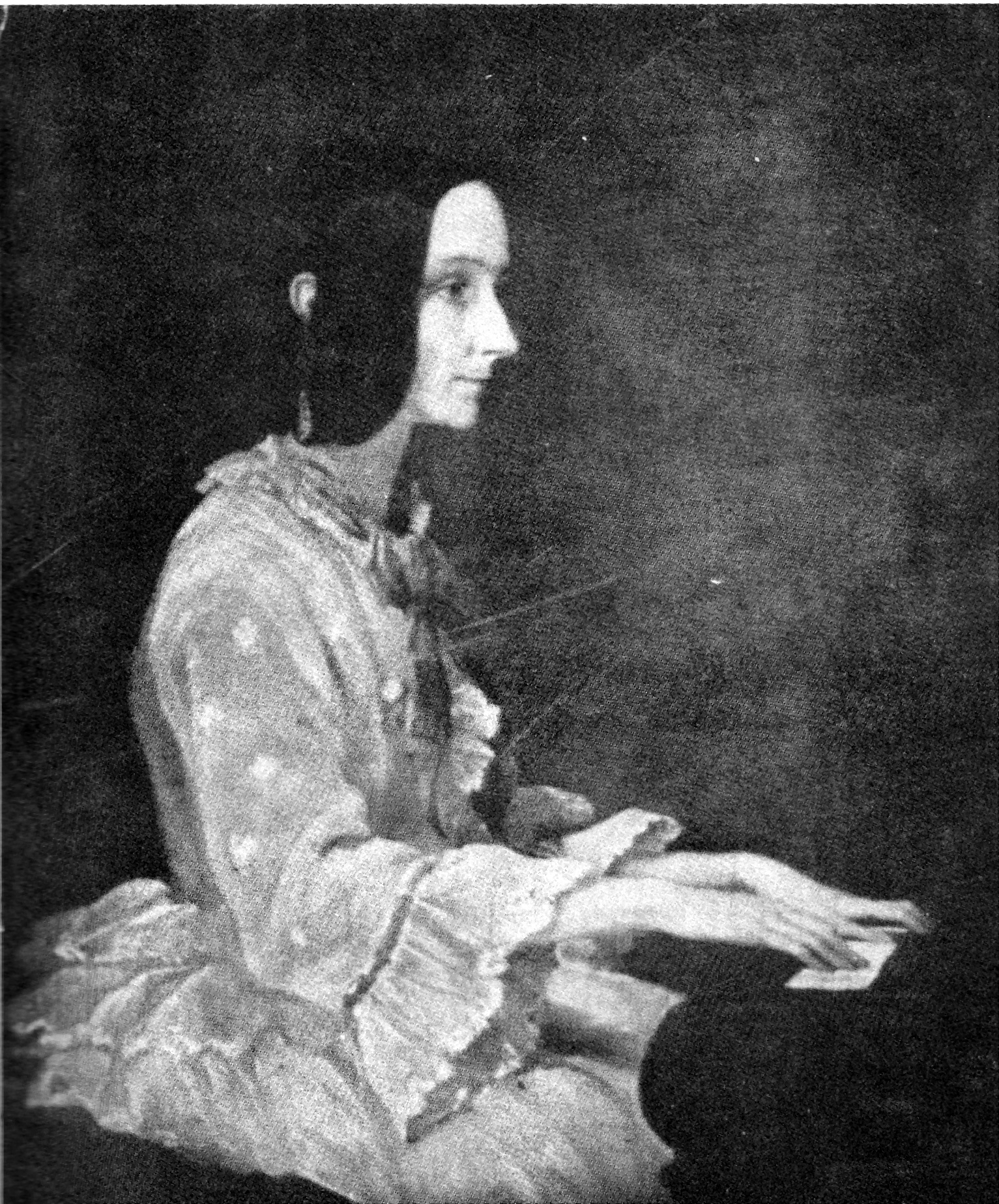
エイダ・ラブレス

異世界でドクターはエイダ・ラブレス（演:シルヴィ・ブリッグス）と出会い、彼女の力で1834年の現実世界へ脱出する。そこで再会した当時の服装を纏ったマスターは、カサーヴィンと呼ばれる種族と協力していることを語るが、言動からカサーヴィンを完全には制御しきれていないことをドクターに悟られてしまう。エイダの協力でマスターを出し抜いたドクターはカサーヴィンが異次元からコンピュータの歴史を辿るように侵略しつつあることを把握する。

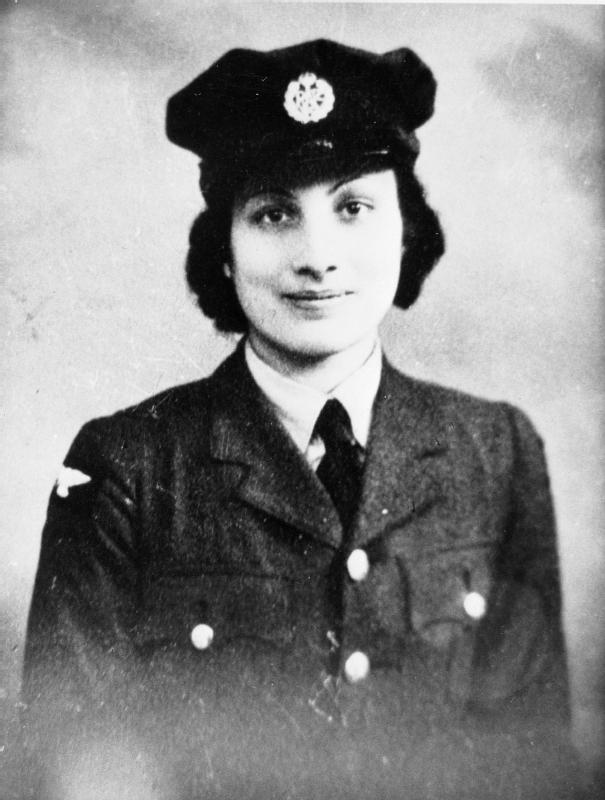
ヌーア・イナヤット・カーン

ドクターとエイダは1943年のパリにタイムトラベルし、イギリス軍の女性スパイであるヌーア・イナヤット・カーンと出会う。この時代にもやって来てナチス・ドイツの将校として潜伏していたマスターはドクターと対峙し、ガリフレイが何者かに滅ぼされたことを告げる。カサーヴィンを道具としか思っていないと述べた彼は、ヌーアとエイダの策略によりイギリス軍のスパイとしてドイツ軍に拘束される。ドクターはエイダとヌーアを連れて2020年のイギリスへ向かう。
2020年では未来のドクターが残したビデオメッセージを元にグレアム、ライアン、ヤズが脱出を果たしていた。彼らはバートンの配下に追われつつもMI6の装備で難を切り抜けてバートンの計画の内容を知る。バートンはカサーヴィンの力で地球上のほぼすべての人類のDNAを破壊・初期化して記録媒体に変換し、自己を含む新人類が新たな時代の指導者の地位に就くことを目論んでいた。ドクターは間一髪でこの計画を阻み、さらに1943年の会話内容を表に出してマスターとカサーヴィンを仲間割れさせて決着をつける。
飛行機用のビデオを撮影し、ヌーアとエイダを元の時代に戻したドクターは、マスターの発言の意味が気にかかり故郷ガリフレイを訪れる。彼女の目に入ったものは崩壊し焼け落ちたアルカディアの都市であった。ターディスのコンソールルームに表示されたマスターのホログラムはガリフレイを滅ぼした犯人が自分自身であると明かし、タイムロードが大きな偽りの歴史の中を生きていると告げる。マスターのホログラムが"お前も苦しめ"と言って消失した後、ドクターはグレアムたちにこれまで伏せていた自身の正体を明かす。

### 連続性
本作でマスターが人間を縮小して殺害するのに使用していた武器はTCE（Tissue Compression Eliminator）と呼ばれるもので、1971年にロジャー・デルガードの演じるマスターが使用して以来クラシックシリーズで愛用していた武器であった。2005年以降の新シリーズではレーザー・スクリュードライバーをはじめとする他の武器が使用されており、新シリーズにおけるTCEの登場は本作が初であった。
本作ではMI6が地球外生命体絡みの案件を処理しているが、本来は別の専門組織がその業務を請け負っていた。その1つであるUNITはイギリスの欧州連合離脱による貿易摩擦を受けて凍結されたことが前話「終わらない悪夢と新たな旅」で明かされ、トーチウッドは内務省による基地の爆破や456によるウイルス散布（『秘密情報部トーチウッド』第3シリーズ）を受けて組織としてはすでに崩壊している。
"時を超えた子ども"という用語は第11シリーズ「サバイバル・ラリー」で僅かに登場しており、ドクターがそれを知らないことについてレムナントが嘲笑っていた。

## 製作

### 開発
「スパイフォール」はエグゼクティブ・プロデューサーのクリス・チブナルが脚本を執筆した。二部作の前編後編で同一のタイトルが付けられるのは「時の終わり」（2009年 - 2010年）以来のことであった。
パート1は2019年8月に死去した『ドクター・フー』の脚本家兼脚本編編集者テランス・ディックスに捧げられた。ディックスは本作にも登場するマスターというキャラクターの製作者の1人であった。

### 配役
レニー・ヘンリーとスティーヴン・フライがゲスト出演し、前者がダニエル・バートンを、後者がCを演じた。マスター役のサッシャ・ダーワンは2013年のドキュドラマ "An Adventure in Space and Time" で、『ドクター・フー』の初代監督ワリス・フセイン役を演じていた。南アフリカ共和国での撮影が始まる約1週間前の2019年1月に彼は役を知らされ、その時にはかつて12代目ドクター役を演じていたピーター・カパルディと共演していた。ダーワン曰く、マスター役での出演は伏せておかなくてはならないため、カパルディの前で真顔を保つのが難しかったという。

### 撮影
ジェイミー・マグナス・ストーンはかつて50周年記念ミニエピソード "The Last Day" の監督を担っていたが、第12シリーズでは全5エピソードを含む第1製作ブロックを監督した。撮影は2019年1月23日に開始された。リー・ヘブン・ジョーンズは第2話と第3話からなる第2製作ブロックを監督した。設定上の舞台は様々な国が登場したが、撮影地は南アフリカ共和国であった。

## 放送と反応
| 専門評論家によるレビュー           | 専門評論家によるレビュー |
| Part 1                             | Part 1                   |
| レビュー・スコア                   | レビュー・スコア         |
| 出典                               | 評価                     |
| ---------------------------------- | ------------------------ |
| The A.V. Club                      | B+                       |
| エンターテインメント・ウィークリー | B-                       |
| ラジオ・タイムズ                   | [ 15 ]                   |
| ガーディアン                       | [ 16 ]                   |
| インデペンデント                   | [ 17 ]                   |
| デイリー・テレグラフ               | [ 18 ]                   |

| 専門評論家によるレビュー           | 専門評論家によるレビュー |
| Part 2                             | Part 2                   |
| レビュー・スコア                   | レビュー・スコア         |
| 出典                               | 評価                     |
| ---------------------------------- | ------------------------ |
| The A.V. Club                      | B+                       |
| エンターテインメント・ウィークリー | B-                       |
| ラジオ・タイムズ                   | [ 21 ]                   |
| インデペンデント                   | [ 22 ]                   |
| デイリー・テレグラフ               | [ 23 ]                   |

### 放送と配信
「スパイフォール」のパート1は2020年1月1日に放送され、パート2は2020年1月5日に通常通り土曜日の枠で放送された。日本では2020年6月24日にパート1、7月1日にパート2の配信がHuluにて字幕版・吹替版共に開始された。

### 映画館
アメリカ合衆国ではパート2を含む「スパイフォール」が2020年1月5日に映画館で上映された。上映後にはジョディ・ウィテカーとマンディップ・ギルおよびトシン・コールのリアルタイムインタビューも上映された。上映した映画館の館数は合衆国内で約600館に上った。

### レーティング
「スパイフォール」のパート1のその晩の視聴者数は488万人で、その日のイギリスの番組では2番目に多く視聴された番組となった。Audience Appreciation Index のスコアは82であった。パート2は460万人がその晩に視聴し、その日のイギリスの番組で第5位となった。合計の公式視聴者数はパート1が689万人、パート2が607万人であった
。